# El Cuije, León
El Cuije är en ort i Mexiko.   Den ligger i kommunen León och delstaten Guanajuato, i den centrala delen av landet, 300 km nordväst om huvudstaden Mexico City. El Cuije ligger 1 801 meter över havet och antalet invånare är 159.
Terrängen runt El Cuije är en högslätt. Runt El Cuije är det tätbefolkat, med 257 invånare per kvadratkilometer. Närmaste större samhälle är León de los Aldama, 12,9 km nordväst om El Cuije. Trakten runt El Cuije består till största delen av jordbruksmark.